# Proprioseiulus darwinensis
Proprioseiulus darwinensis är en spindeldjursart som först beskrevs av Schicha 1987.  Proprioseiulus darwinensis ingår i släktet Proprioseiulus och familjen Phytoseiidae. Inga underarter finns listade i Catalogue of Life.